# Laid
Laideur
Pour les articles ayant des titres homophones, voir Lai, Lait, Lay, Les et Lès.
 (mars 2012).
Si vous disposez d'ouvrages ou d'articles de référence ou si vous connaissez des sites web de qualité traitant du thème abordé ici, merci de compléter l'article en donnant les références utiles à sa vérifiabilité et en les liant à la section « Notes et références ».

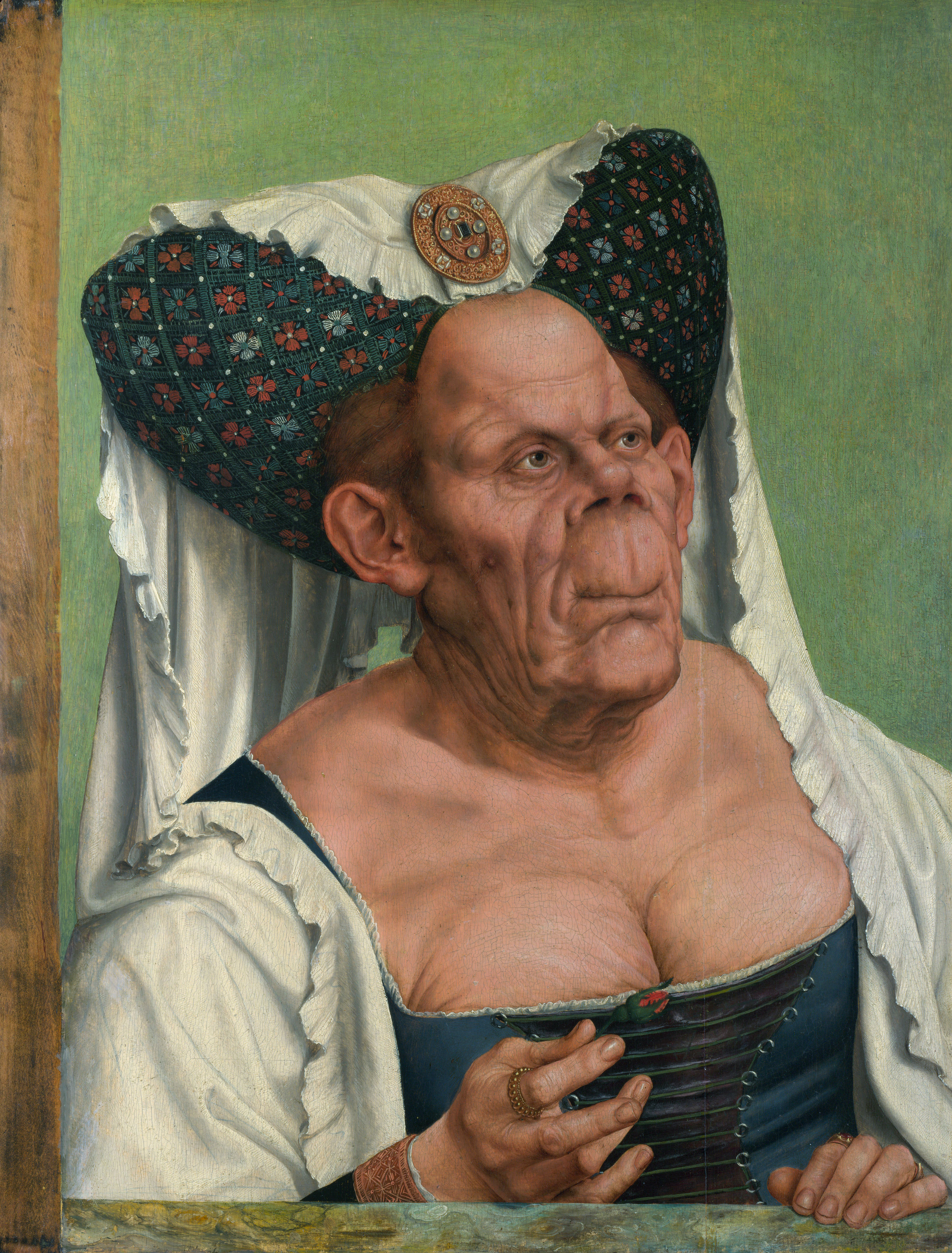
Vieille Femme grotesque, vers 1513, de Quentin Metsys.
Une œuvre picturale jugée belle, représentant la laideur visuelle.

Le laid ou la laideur est généralement la caractéristique opposée au beau (jugement esthétique).
Parfois le laid est une caractéristique inspirant le mépris, la désapprobation ; dans cette acception,  le laid n'est ainsi pas une valeur esthétique, et peut être opposée au bien (jugement moral).
Le jugement esthétique comme le jugement moral n'étant pas universels, ce qui est laid pour certains peut être beau ou bien pour d'autres.

## Étymologie
Le sens primitif de « laid » est « désagréable, outrageant, odieux ». Cette signification est attestée dès le début du XIIe siècle en français et s'est maintenue dans les dérivés dialectaux, comme le normand laidure « outrage » et le manceau laidanger « outrager ». 
Exemples d'usages anciens :
- Vers 1100, au sens de « désagréable, horrible, odieux, repoussant (personne) » : « La premere [eschele] est des Canelius les laiz » Roland, éd. J. Bédier, 3238
- Au sens de « causer un préjudice » : « faire grant lait » — dans Philippe de Thaon, Bestiaire, 1104

Le  sens esthétique, bien que déjà attesté au tout début du XIIe siècle ne s'est répandu qu'à partir du XIVe siècle, et a fini par évincer le sens premier du mot.

## Caractéristiques
Au sens esthétique, le laid s'oppose au beau. Mais le laid n'est pas l'absence de beau ; ce non-beau, en tant qu'absence des critères de beauté correspondrait plutôt par exemple au médiocre, au banal, au vulgaire, au commun ou à la fadeur, qui prennent généralement sens comme « ni beau, ni laid ». Le laid s'affirme plutôt comme un contraire du beau, un inverse, un négatif : à travers la présence d'éléments propres définissant la laideur.
Chez les personnes, la laideur peut être liée au jugement sur l'apparence physique et à l'intériorisation de cette discrimination, mais la disgrâce physique peut aussi être tournée en avantage,.

## Représentation artistique du laid
Dans le domaine de l'art (au sens général : peinture, littérature, etc), une des confusions fréquentes est celle d'assimiler la laideur de l'objet représenté et la laideur de la représentation (l'œuvre). Cette confusion commune est critiquée dès l'Antiquité chez Aristote ; on retrouve la mention ultérieurement chez Nicolas Boileau (XVIIe) et dans de nombreux mouvements artistiques (romantisme, réalisme, etc).
« La preuve en est dans ce qui arrive à propos des œuvres artistiques; car les mêmes choses que nous voyons avec peine, nous nous plaisons à en contempler l'exacte représentation, telles, par exemple, que les formes des bêtes les plus viles et celles des cadavres. »
— Aristote, Poétique, Chap. IV
Au sujet de la laideur dans l'art, Kant écrivait dans Critique de la faculté de juger « Les beaux-arts montrent leur supériorité précisément en ceci qu’ils donnent une belle description de choses qui dans la nature seraient laides ou déplaisantes. Les furies, les maladies, les dévastations de la guerre, peuvent en tant que choses nuisibles, être décrites de très belle façon et peuvent même être représentées par des peintures ». Ce qui affirme que la beauté et la laideur diffèrent et dépendent de la création artistique. De même, selon Raymond Polin « L’idée de laideur naît d’une évaluation critique. La même œuvre peut être à la fois, belle et laide pour son créateur, surtout si elle est figurative, car elle peut représenter un objet hideux ou répugnant, même si cette représentation acquiert une terrifiante beauté (…)».

## Cinéma
- Frankenstein (1931) et La Fiancée de Frankenstein (1935), de James Whale
- La Monstrueuse Parade, de Tod Browning (1932)
- Quasimodo, de William Dieterle (1939)
- Dumbo, des studios Walt Disney (1941)
- Naïs, de Raymond Leboursier et Marcel Pagnol (1945)
- La Belle et la Bête, de Jean Cocteau, (1946)
- L'Héritière, de William Wyler, (1949)
- Les Yeux sans visage, de Georges Franju (1960)
- Affreux, sales et méchants, d'Ettore Scola (1976)
- Elephant Man, de David Lynch (1980)
- Trop belle pour toi, de Bertrand Blier (1989)
- Cyrano de Bergerac, de Jean-Paul Rappeneau (1990)
- La Fille aux allumettes, de Aki Kaurismäki, (1990)
- L'Homme sans visage, de Mel Gibson (1993)
- Muriel, de Paul John Hogan (1994)
- Sur mes lèvres, de Jacques Audiard, (2001)
- Ouvre les yeux, d'Alejandro Amenábar (1997) ou son remake Vanilla Sky, de Cameron Crowe (2001)
- Vilaine, de Jean-Patrick Benes et Allan Mauduit, (2008)
- Les Beaux Gosses, de Riad Sattouf, (2009)